# Drček
Drček (von slowakisch drkať, „klappern“, „plappern“) ist ein seltenes Einfachrohrblattinstrument mit einem heteroglotten Rohrblatt, einer zylindrischen Holzröhre und einem angesetzten Schallbecher, das in der Volksmusik der Slowakei gespielt wird. 

## Herkunft und Verbreitung
Europäische Rohrblattinstrumente gehörten vom antiken Mittelmeerraum (vertreten durch den griechischen aulos) bis ins Mittelalter mehrheitlich zum Typus der Doppelblasinstrumente mit zwei parallel verbundenen oder mit zwei separat in einem spitzen Winkel geblasenen Spielröhren und besaßen ein Doppelrohrblatt. Aus dem 7. oder 8. Jahrhundert stammt ein Fund aus einem awarischen Grab in Ungarn (beim Dorf Jánoshida im Bezirk Jász-Nagykun-Szolnok) von zwei Kranichknochen mit fünf und drei Grifflöchern, die zu einem gedoppelten Rohrblattinstrument verbunden waren. Abbildungen von europäischen Doppelflöten sind seit dem 9. Jahrhundert überliefert. Auch wenn in Europa zahlreiche Abbildungen von einzeln gespielten Einfachrohrblattinstrumenten seit dem Spätmittelalter erhalten geblieben sind, ist über die Verwendung dieser Instrumente wenig bekannt. Unter dem Namen Chalumeau verstanden Marin Mersenne (Harmonie universelle, Paris 1636) und Pierre Trichet (Traité des instruments de musique, Bordeaux, um 1640) zum einen ein simples Blasinstrument aus einem Weizenhalm mit einem eingeschnittenen (idioglotten) Rohrblatt, zum anderen die separat verwendete Spielpfeife eines Dudelsacks. Im 17. Jahrhundert war die Chalumeau ein Einfachrohrblattinstrument mit einer zylindrischen, hölzernen Spielröhre und sieben Grifflöchern an der Oberseite. Anfang des 18. Jahrhunderts wurde aus der Chalumeau die Klarinette entwickelt.
Der erste Nachweis für die Existenz der Orchesterklarinette in der Region ist das Verzeichnis einer Musikinstrumentensammlung in Olmütz (im Osten Tschechiens) von 1751. Neben der klassischen Musik wird die Klarinette gelegentlich auch in der traditionellen Volksmusik gespielt, in Böhmen beispielsweise in einem Trio mit Sackpfeife (dudy) und Violine. Dieses Trio mit einer Es-Klarinette formierte sich in Böhmen in den 1830er Jahren für eine mehrstimmige Spielweise. Im angrenzenden Westteil der Slowakei kommen anstelle der modernen Klarinette mancherorts noch der drček und das verwandte Rohrblattinstrument fanfarka (mit einem idioglotten Rohrblatt und acht Fingerlöchern) vor.
Die einfachsten Rohrblattinstrumente aus Grashalmen heißen in der Slowakei trubka z trávy („Trompete aus Gras“), diejenigen aus Getreidehalmen heißen trúba z obilia („Trompete aus Korn“) oder schlicht allgemein píšťala (eigentlich „Flöte“). Sie werden häufig von Kindern oder Hirten in der passenden Jahreszeit zum Zeitvertreib hergestellt und sind von begrenzter Lebensdauer. In der slowakischen Volksmusik sind 103 Aerophone bekannt, davon gehören neben der überwiegenden Zahl an Flöten (darunter die lange Schnabelflöte fujara, die grifflochlose koncovka und die Doppelflöte dvojačka) zwölf Typen zu den Rohrblattinstrumenten.
Der in den letzten Jahrzehnten des 19. Jahrhunderts eingeführte drček stellte den Versuch dar, die traditionellen Einfachrohrblattinstrumente handwerklich qualitativ zu einem soliden Blasinstrument zu verbessern, das als Ersatz für die industriell hergestellte Klarinette dienen kann. In professionelle Orchester fand der drček jedoch nur zeitweilig Eingang. In Bläserensembles, die ab der Mitte des 19. Jahrhunderts nach dem Vorbild der österreichischen Militärkapellen in der Westslowakei populär wurden, war der klappenlose, preisgünstige drček unter den Dorfmusikern sehr geschätzt, die sich keine teure, professionell hergestellte Klarinette leisten konnten. In den 1960er Jahren war der drček nur noch selten anzutreffen und Mitte der 1970er Jahre galt er nahezu als verschwunden. Von manchen Instrumentenbauern werden heute wieder drčeks hergestellt, auch wenn anstelle des drček und anderer traditioneller Einfachrohrblattinstrumente, die vor allem in der Nord- und Westslowakei gespielt wurden, überwiegend Klarinetten in Volksmusikensembles eingesetzt werden.

## Bauform  und Spielweise
Die Spielröhre einer traditionell hergestellten drček besteht aus einem Holunderzweig, der ausgebohrt und von der Rinde befreit wird. Mit einem glühenden Eisendraht wird die Bohrung konisch erweitert und geglättet. Das separate Mundstück (duvač, „Bläser“) und den Schallbecher (truba, „Trompete“) fertigt man aus festerem Haselnussholz an. Zwei in den 1970er Jahren so beschriebene Exemplare aus der Region Žilina in der Nordslowakei mit sechs Fingerlöchern an der Oberseite sind 33,2 und 37,5 Zentimeter lang. Ihr äußerer Durchmesser beträgt zwischen 16 und 26 Millimeter, wobei er in der Mitte etwas größer ist als an den Enden. Der innere Durchmesser nimmt von 11 auf 16 Millimeter zu. Der konische Schallbecher ist 6 Zentimeter lang und hat einen Außendurchmesser von 2,5 Zentimetern an der Verbindungsstelle und von 5,2 bis 5,4 Zentimetern am unteren Ende. Die Mundstückröhre der beiden Exemplare ist am Ende mit einem Korkpfropf verschlossen und besitzt an der abgeflachten Oberseite eine 1,0 × 2,5 Zentimeter große Öffnung, über der das Rohrblatt (pierco, „Federchen“) mit Draht festgebunden ist. Über das gesamte Mundstück kann eine Schutzhülle (pokrývka, „Deckel“) gestülpt werden. Beim 33,2 Zentimeter langen Instrument beträgt die Entfernung der Fingerlöcher ab der Spitze des Rohrblattes 10,2 – 12,6 – 14,8 – 17,2 – 19,9 und 22,2 Zentimeter. Die Fingerlöcher sind nahezu äquidistant angeordnet. Es gibt andere traditionelle drček mit vier und fünf Fingerlöchern. In Handwerksbetrieben werden heute auch Instrumente mit sieben oder acht Fingerlöchern, einer Spielröhre aus unterschiedlichen Holzarten, einem aufgesetzten Schallbecher aus Kuhhorn und einer Metallschutzkappe über dem Mundstück hergestellt. Hierbei wird das Standardmundstück einer B-Klarinette eingebaut.
Der Tonumfang bei dieser Version beträgt c’ bis d’’. Das 33,2 Zentimeter lange Museumsexemplar produziert einen Tonumfang von h bis d’’. Üblicherweise ist der Grundton g oder h. Ein traditionelles Instrument klingt quäkend und schrill, dagegen kann eine heutige, handwerklich hergestellte drček mit einem weichen Rohrblatt und einer entsprechenden Spielweise ähnlich sanft wie eine armenische duduk erklingen. Auf einer drček kann nicht überblasen werden, es entstehen aber gelegentlich musikalisch unbrauchbare Überspringtöne in die Obertonreihe. Meist wurde die drček von Kuhhirten und Jungen auf der Weide gespielt.